# Старий Фольварк (Великопольське воєводство)
Старий Фольварк (пол. Stary Folwark) — село в Польщі, у гміні Медзіхово Новотомиського повіту Великопольського воєводства.
Населення — 104 особи (2011).

## Демографія
Демографічна структура станом на 31 березня 2011 року:
|          | Загалом | Допрацездатний вік | Працездатний вік | Постпрацездатний вік |
| -------- | ------- | ------------------ | ---------------- | -------------------- |
| Чоловіки | 55      | 10                 | 44               | 1                    |
| Жінки    | 49      | 8                  | 37               | 4                    |
| Разом    | 104     | 18                 | 81               | 5                    |